# جبل الطوال (حائل)
جبل الطوال؛ هو جبل يقع إلى الجنوب الغربي من قرية الخطة، بمنطقة حائل في المملكة العربية السعودية.

## الآثار
عثر في الجبل على عدد من الرسوم الصخرية الأثرية والنقوش الثمودية. 